# Балабак (проток)
Балабак (на филипински: Kipot ng Balabak; на малайски: Selat Balabak) е проток между филипинския остров Балабак на север и филипинските островите Баламбанган и Бангей на юг, съединяващ Южнокитайско море на запад с море Сулу на изток. Ширина 49 km, дълбочина от 49 до 151 m. В източната му част има подводни коралови рифове на дълбочина 3,5 – 5 m, които разделят протока на два прохода: северен – Главен и южен – Лумбукан.